# Романов, Михаил Афанасьевич
Михаил Афанасьевич Романов (1897 — 1970) — советский военачальник, полковник (1946).

## Биография
Михаил Романов родился 12 октября 1897 года в посёлке Варнавино Нижегородской губернии.

### Военная служба
В Первую мировую войну 15 мая 1916 г. был призван на военную службу и направлен в 4-й стрелковый Императорской фамилии полк. В том же году окончил учебную команду полка и был произведен в ефрейторы. После Февральской революции 1917 г. направлен юнкером в 4-ю Московскую школу прапорщиков. По её окончании он произведен в прапорщики с назначением младшим офицером. Убыл в отпуск на родину, где и встретил Октябрьскую революцию. 16 ноября 1917 г. М. А. Романов был прикомандирован к Управлению варнавинского уездного воинского начальника, затем назначен заведующим делопроизводством учетно-мобилизационного отдела Варнавинского уездного военкомата.

### Гражданская война
В январе 1919 г. был направлен на Южный фронт в распоряжение 10-й армии, где по прибытии назначен командиром роты 332-го стрелкового полка 37-й стрелковой дивизии. Участвовал с ним в боях с войсками генерала А. И. Деникина в районе станицы Великокняжеская и на р. Маныч, отступал к Царицыну, сражался с конницей генерала В. Л. Покровского под Камышином. В июле заболел тифом и до сентября находился в Тамбовском госпитале. По выздоровлении был зачислен в резерв при 21-м стрелковом полку в Костроме. В ноябре назначен пом. начальника оперативного отделения штаба Тульского УРа, переименованного в феврале 1920 г. в штаб 2-й Особой железнодорожной армии, затем в штаб Запасной армии Республики Кавказского фронта. В этой должности прослужил до марта 1921 г. В сентябре 1920 г. в составе Полевого штаба 2-й Особой армии участвовал в боях с вооруженными формированиями Н. И. Махно, Колесникова, Попова, Зайцева и других в Воронежской губ. С мая 1921 г. исполнял должность начальника оперативно-разведывательного отделения штаба Запасной армии Республики в Казани.

### Межвоенные годы
С октября 1921 г. — инструктор всевобуча Варнавинского уездного военного комиссариата. В октябре 1923 г. назначен в 42-й стрелковый Подольско-Серпуховский полк 14-й стрелковой Московской дивизии МВО, дислоцировавшийся сначала в Москве, затем в г. Шуя. В его составе проходил службу пом. командира роты, пом. начальника штаба и врид начальника штаба полка. В мае 1929 г. переведен на должность командира батальона в 50-й стрелковый полк 17-й Нижегородской стрелковой дивизии в г. Горький, а с декабря 1931 г. был начальником штаба 49-го стрелкового полка. С 14 марта 1935 г. — начальник штаба 251-го стрелкового полка 84-й стрелковой дивизии МВО в Туле, с 5 апреля 1939 г. — командир 252-го стрелкового полка в Ефремове. С января 1939 г. командовал 3-м стрелковым полком 1-й Московской пролетарской стрелковой дивизии в Москве. 14 августа 1939 г. он назначен командиром 115-й стрелковой дивизии 11-го стрелкового корпуса БОВО. Участвовал в походе Красной армии в Зап. Белоруссию. В июле 1940 г. отстранен от исполнения должности и назначен зам. командира 145-й стрелковой дивизии ОрВО в г. Белгород.

### Великая Отечественная война
10 июля 1941 г. был назначен командиром 277-й стрелковой дивизии, формировавшейся в г. Дмитриев Курской обл. Во второй половине июля убыл с ней на фронт. В конце августа дивизия вошла в состав 21-й армии Брянского фронта и вела бои под Гомелем. Со 2 сентября она была передана Юго-Западному фронту и участвовала в Киевской оборонительной операции. В начале сентября её части вели оборонительные бои в Черниговской обл. в районе г. Щорс (Снов). Особенно успешно дивизия сражалась за нас. пункт Семеновка, где был разгромлен крупный штаб и захвачены большие трофеи.
Позже дивизия под давлением превосходящих сил противника вынуждена была отходить к Мокошинской переправе на р. Десна. Благодаря четкому и уверенному руководству дивизией удалось осуществить переправу всех воинских частей и подразделений. С последними батальонами прикрытия переправился и комбриг Романов. С 9 по 17 сентября 1941 г. состоял в распоряжении особого отдела 21-й армии, затем вместе с армией находился в окружении в районе Пирятин. 7 октября вышел к своим войскам с группой комсостава и бойцов в форме, с документами и оружием.
До 27 ноября находился в распоряжении Военного совета Юго-Западного фронта, затем был направлен в г. Оскол на должность командира 87-й стрелковой дивизии 40-й армии. Однако в командование дивизией вступить не успел. 13 декабря он был откомандирован в Юж.-УрВО на формирование 195-ю стрелковую дивизию 2-го формирования. Формировал её в г. Абдулино Чкаловской обл. В конце апреля 1942 г. убыл с ней в г. Ряжск в состав 1-й резервной армии, где, получив вооружение, до июля занимался боевой подготовкой. 3 июля вступил в командование 193-й стрелковой дивизии, также находившейся в резерве ВГК. 9 июля в составе 60-й армии она прибыла на Воронежский фронт. С 11 июля она вошла в подчинение 5-й танковой армии Брянского фронта и в её составе участвовала в Воронежско-Во-рошиловградской оборонительной операции (с 17 июля находилась в оперативной группе генерал-лейтенанта Н. Е. Чибисова). Дивизия имела задачу действовать во фланг группировке противника, наступавшей на Воронеж. 21 июля она вклинилась в оборону противника на 2-3 км, форсировала р. Верейка и освободила с. Лебяжье под Воронежем. Однако соседние соединения успеха не имели. Противник, воспользовавшись образовавшимся разрывом в боевых порядках, окружил дивизию. 26 июля 1942 г. в районе г. Большая Верейка комбриг Романов вместе с адъютантом был пленен. Содержался в лагерях военнопленных в городах Винница, Владимир-Волынский, Хаммельсбург, Нюрнберг, Майнсбург, крепости Вюльцбург близ г. Вайсенбург. 29 апреля 1945 г. был освобожден войсками 3-й американской армии. 3 мая 1945 г. прибыл в распоряжение военной миссии СССР в Париже и находился там до 26 мая, затем направлен в Москву.

### Послевоенное время
До 27 декабря 1945 проходил специальную государственную проверку в Главном управлении контрразведки Смерш. После восстановления в кадрах РККА 23 марта 1946 г. был зачислен слушателем курсов усовершенствования командиров стрелковых дивизий при Военной академии им. М. В. Фрунзе. После окончания обучения 15 апреля 1947 г. назначен начальником военной кафедры Молотовского сельскохозяйственного института. 5 августа 1950 г. уволен в запас по болезни..
Награждён орденами Ленина, 2 орденами Красного Знамени, медалями.

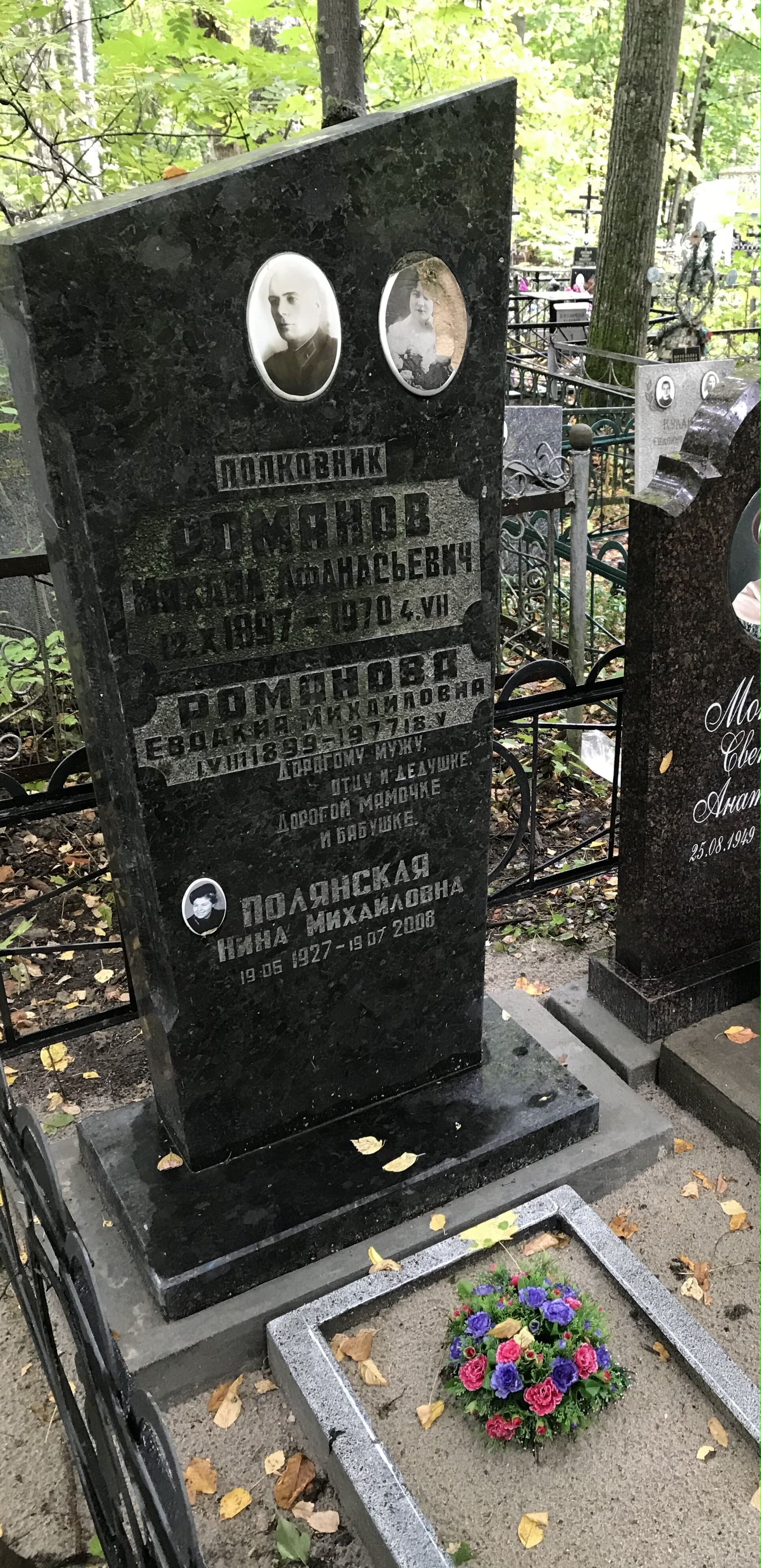
Могила Михаила Афанасьевича Романова на Николо-Архангельском кладбище в Москве